# 1997 QG4
1997 QG4 är en asteroid i huvudbältet som upptäcktes den 27 augusti 1997 av de båda japanska astronomerna Takeshi Urata och Yoshisada Shimizu vid Nachi-Katsuura-observatoriet.
Asteroiden har en diameter på ungefär 8 kilometer.